# Henrique Miguel Pereira
Henrique Miguel Leite de Freitas Pereira (* 1972) ist ein Forscher am Deutschen Zentrum für integrative Biodiversitätsforschung (iDiv) und der Martin-Luther-Universität Halle-Wittenberg. Sein Forschungsschwerpunkt sind die globalen Veränderungen der Biodiversität vor allem im Hinblick auf die Landnutzungsveränderungen. Er ist Mitglied des Weltbiodiversitätsrats.

## Leben
Henrique Pereira beendete sein Studium der Elektro- und  technischen Informatik mit einem 1995 erworbenen Diplom des Instituto Superior Técnico. Anschließend war er bis 1997 Dozent am Instituto Politécnico de Setúbal in Portugal. 1998 erhielt er seinen Master of Science für Biologie der Universität Lissabon. 2001 bis 2002 war Henrique Pereira am Center for Conservation Biology der Stanford University, an welcher er 2002 seinen Ph.D. in Biologie erhielt. Er ging anschließend bis 2005 als PostDoc zurück nach Portugal an die Universität Lissabon ans Zentrum für Umweltbiologie. Daran schloss sich ein Jahr als Hilfsprofessor (Auxiliary Professor) am Instituto Superior Técnico an. Von 2006 bis 2007 war Henrique Pereira Direktor am Institut für Erhaltung der Natur im Nationalpark Peneda-Gerês und dann bis 2009 Direktor der Abteilung der Geschützten Gebiete Nordportugals am Institut für Naturschutz und Biodiversität. Parallel dazu war er 2006 bis 2012 Assistenzprofessor am Instituto Superior Técnico. Als Forschungsleiter am Zentrum für Umweltbiologie war er von 2009 bis 2013 tätig. 2011 erfolgte seine Habilitation an der Universität Lissabon und anschließend ein Jahr als Assistenzprofessor an der Wissenschaftsfakultät der Universität.
Seit 2015 ist Pereira ein Leiter des Forschungsnetzwerkes für Biodiversität und Evolutionsbiologie (InBio) der Universität Lissabon und seit 2013 Professor am iDiv und der Universität Halle-Wittenberg. 2024 wurde Pereira zum Mitglied der Academia Europaea gewählt.

## Veröffentlichungen
Im Jahr 2021 wurde er erstmals in der Highly-cited-researchers-Datenbank gelistet. Er hat über 200 wissenschaftliche Arbeiten publiziert;
- N. Gracias, H. M. Pereira u. a.: Gaia: An Artificial Life Environment for Ecological Systems Simulation. In: Artificial Life V: Proceedings of the Fifth International Workshop on the Synthesis and Simulation of Living Systems. MIT Press, Cambridge 1996, S. 124–134.
- H. Pereira u. a.: Monogamy, polygyny and interspecific interactions in the lizards Anolis gingivinus and Anolis pogus. In: Caribbean Journal of Science. Band 38, 2002, S. 132–136.
- D. van Vuuren, O. Sala, H. M. Pereira: The Future of Vascular Plant Diversity Under Four Global Scenarios. In: Ecology and Society. Band 11, 2006, S. 25.
- H. M. Pereira u. a.: Global biodiversity monitoring. In: Frontiers in Ecology and the Environment. Band 8, 2010, S. 459–460.
- H. M. Pereira u. a.: Scenarios for Global Biodiversity in the 21st Century. In: Science. Band 330, 2010, S. 1496–1502.
- H. M. Pereira u. a.: Geometry and scales in species-area relationships. In: Nature. Band 482, 2012.
- H. M. Pereira u. a.: Global Biodiversity Change: The Bad, the Good, and the Unknown. In: Annual Review of Environment and Resources. Band 37, 2012, S. 25–50.
- H. M. Pereira u. a.: Essential Biodiversity Variables. In: Science. Band 339, 2013, S. 277–278.
- J. L. Guilherme, H. M. Pereira: Adaptation of Bird Communities to Farmland Abandonment in a Mountain Landscape. In: Plos One. Band 8, 2013.
- M. Morgado-Santos, H. M. Pereira u. a.: Mate Choice Drives Evolutionary Stability in a Hybrid Complex. In: Plos One. 2015.
- I. M. D. Rosa, H. M. Pereira u. a.: Multiscale scenarios for nature futures. In: Nature Ecology & Evolution. 2017, S. 1416–1419.
- I. S. Martins, H. M. Pereira: Improving extinction projections across scales and habitats using the countryside species-area relationship. In: Scientific Reports. 2017.
- A. Perino, H. M. Pereira u. a.: Biodiversity post-2020: Closing the gap between global targets and national-level implementation. In: Conservation Letters. 2021.